# Eucyclops turcomanus
Eucyclops turcomanus – gatunek widłonoga z rodziny Cyclopidae, nazwa naukowa gatunku została po raz pierwszy opublikowana w 1959 roku przez szwedzkiego zoologa Knuta Lindberga.